# Enrique Jerez
Enrique Jerez (Cartagena, 1986. szeptember 27. –) spanyol motorversenyző, legutóbb a MotoGP 125 köbcentiméteres géposztályában versenyzett.
A világbajnokságon már 2004-ben bemutatkozott. Egészen 2008-ig szabadkártyásként versenyzett, 3, 5, 1, 2, majd 3 versenyen indult az egyes szezonokban.